# Gold extra
gold extra ist eine 1998 in Salzburg gegründete Künstlergruppe. Sie arbeitet mit verschiedenen Medien und künstlerischen Disziplinen, vor allem Performance, Medienkunst, bildender Kunst und Musik.

## Arbeitsweise
Charakteristisch für die Arbeiten von gold extra ist die konzeptionelle Wahl des Mediums oder Genres passend zur jeweiligen Thematik bzw. künstlerischen Idee. So entstanden Arbeiten in unterschiedlichen Formen, darunter als Computerspiel, Robotertheater, Commedia-dell’arte-Straßentheater, Intervention, Picknick, Club oder CD-Sampler. Ein weiteres typisches Merkmal ist die Auseinandersetzung mit der Rolle des Publikums und dessen Involvierung in die Aufführung oder Präsentation. Die Produktionen von gold extra thematisieren gesellschaftliche Prozesse, oft im Spannungsfeld von Technologie und Politik.

## Geschichte und Produktionsübersicht
Frühe Produktionen von gold extra stellen vor allem den Charakter als multidisziplinäres Netzwerk und Plattform für künstlerische Produktion in den Mittelpunkt. In diesem Sinn wurden Produktionen vielfach im öffentlichen Raum und in site-specific Räumen in Salzburg, Linz und Wien und mit Beteiligung regionaler Künstlern und Aktivisten aufgeführt. Eine beispielhafte Produktion ist die einwöchige Ausstellung und Performance „Komm nach Hause“ im Kunstverein Salzburg, die 2002 eine Bushaltestelle vor dem Kunstverein in den Ausstellungsraum verlegte und mit dem Austausch von Innen- und Außenraum spielte. Viele Projekte bedienten sich experimenteller, audiovisueller Produktions- und Präsentationsweisen wie Real-Time Media oder Camera Tracking.
Mit der Teilnahme am EU-Projekt „Trichtlinnburg“ des Salzburger Kunstvereins („Love City“, „Survival Camp“) und der Einladung zu einer Produktion für das Symposion der Osterfestspiele Salzburg („Cosi. Mixtur“) 2004 beginnt gold extra Projekte international zu produzieren und zu präsentieren, mit Werken für das Salzburger Mozartjahr 2006, Kulturhauptstadtjahr Linz09, als Vertreter Salzburgs bei „Kosmos Österreich“ in Nordrhein-Westfalen und Kooperation mit der Hessischen Theaterakademie, der deutschen Bundeskulturstiftung, Goethe-Institut und European Cultural Foundation.
Ihre Produktionen wurden unter anderem bei der Ars Electronica Nightline, ZKM Karlsruhe, Festival der Regionen Oberösterreich, brut Wien, Garage X Wien, Theaterkapelle Berlin, Games for Change Festival New York, Casa Encendida Madrid, Monaco Dance Forum, Digital Arts Week Zürich, EMAF Osnabrück, BELEF Festival Belgrad, FFT Düsseldorf, Studiobühne Köln, FestSpielHaus Hellerau, Kampnagel Hamburg/k3, Festspielhaus St. Pölten, The Arches Glasgow, Pavillon Unicredit Bukarest gezeigt.
Besondere mediale Beachtung und Publikumsinteresse fand das Computerspiel Frontiers, das 2009 von der Fachzeitschrift GEE zum „Mod des Monats“ gekürt wurde.
Mitglieder von gold extra sind Reinhold Bidner, Tobias Hammerle, Georg Hobmeier, Doris Prlić, Sonja Prlić und Karl Zechenter.

## Projekte (Auswahl)

### Frontiers (seit 2008)
Frontiers ist ein Computerspiel zum Thema Flucht und Migration, das in mehreren Stationen den Weg eines Flüchtlings aus der afrikanischen Subsahararegion nach Europa nachzeichnet. Das 3D-Online-Spiel steht gratis im Web zur Verfügung. Ausstellungen und Präsentationen fanden unter anderem in Deutschland, Österreich, Spanien, Portugal, der Ukraine und den USA statt. 2011 wurden die Produzenten eingeladen das Spiel auf dem Games for Change Festival in New York zu präsentieren. (Tobias Hammerle, Georg Hobmeier, Sonja Prlić, Karl Zechenter mit Jens Stober und Martina Brandmayr)

### Area (seit 2008)
Die Reihe „Area“, welche die Stücke Area, Labyrinth, Global Area und Fast Forward and Its Melancholic Rewind umfasst, setzt sich aus unterschiedlichen Choreografien für öffentliche Räume zusammen. Der Stadtraum wird zur Bühne. Aufführungen fanden unter anderem in Buenos Aires, Athen, Bangalore, Freiburg, Hamburg und Salzburg statt. (Georg Hobmeier, Tommy Noonan, Deepak Kurki Shivasvami, Mirjam Klebel u. a.)

### Black Box (2006–2009)
Black Box ist ein Robotertheaterstück, in dem acht Roboter Hamlet spielen. Das Stück wurde für das Salzburger Mozartjahr 2006 produziert und auf zahlreichen Festivals, darunter dem deutsch-österreichischen Theaterfestival der Studiobühne Köln oder Linz09, präsentiert. Der Sänger Louie Austen lieh dem Geist von Hamlets Vater seine Stimme. (Sonja Prlić, Karl Zechenter)

### Same Time Same Station (2009–2011)
Das Stück Same Time Same Station versetzt die Französische Revolution in die Zeit von Web 2.0. Der Revolutionär Jean-Paul Marat und die Girondistin Charlotte Corday werden Videoblogger und Konkurrenten um die Gunst der öffentlichen Meinung. Das Stück ist eine Koproduktion mit der ARGEkultur Salzburg. (Sonja Prlić, Karl Zechenter mit Tobas Hammerle und Reinhold Bidner)

### Feedback-&-Disaster-Reihe (seit 2005)
In bisher vier thematischen Ausstellungen auf der Website feedbackanddisaster.net kuratiert Doris Prlić junge Künstler aus dem audiovisuellen Bereich zu aktuellen gesellschaftlichen und künstlerischen Fragen. Korrespondierend zum Webauftritt entstehen Performances, Konzerte und Ausstellungen, unter anderem im Kunsthaus Graz, quitch Linz, in Rotterdam und Berlin. (Doris Prlić)

### From Darkness (seit 2013)
From Darkness geht den Ursachen von Flucht nach und beschäftigt sich mit den komplexen Wechselwirkungen zwischen Europa und Afrika: Im Fokus stehen nicht nur Konflikte und Rohstoffe, sondern auch Alltagsgeschichten und kleinere und große Fortschritte. Im Spiel werden dokumentarisches Material und Game-Engine zu einer neuartigen Erfahrungswelt kombiniert. 2012 wurde das Konzept zu From Darkness mit dem Salzburger Landespreis für Medienkunst ausgezeichnet.

## Auszeichnungen
Die Künstler und Künstlerinnen von gold extra haben individuell wie auch als Gruppe Preise und Stipendien erhalten, darunter den Internationalen Hauptpreis für Kunst und Kultur des Kulturfonds Salzburg (2021), Nominierungen für den Hauptpreis des Festivals A.Maze 2016 und 2021, Preise für partizipative Medienarbeiten, u. a. „Prix Ars Electronica“ U14 2020 und Award U14 2021, European Youth Culture Award 2019 und Media Literacy Award 2021, den „Outstanding Artist Award“ des österreichischen Bundesministeriums für Unterricht, Kunst und Kultur (2012), den Landespreis für Medienkunst Salzburg (2012), den Autoren- und Produzentenpreis Junges Theater Bremen (2005), den Bühnenbildpreis „Offenbacher Löwe“ (2006) sowie das Dramatikerstipendium der Republik Österreich (Sonja Prlić und Karl Zechenter, 2002), das START-Stipendium (Georg Hobmeier, 2011) und den Medienkunstpreis des Landes Salzburg (Reinhold Bidner, 2007).

## Partnerschaften
Gold extra ist Mitglied im Dachverband Salzburger Kulturstätten.